# Mariekälla
Mariekälla är en stadsdel i centrala Södertälje i landskapet Södermanland och Stockholms län. Området genomkorsas av Mariekällgatan.

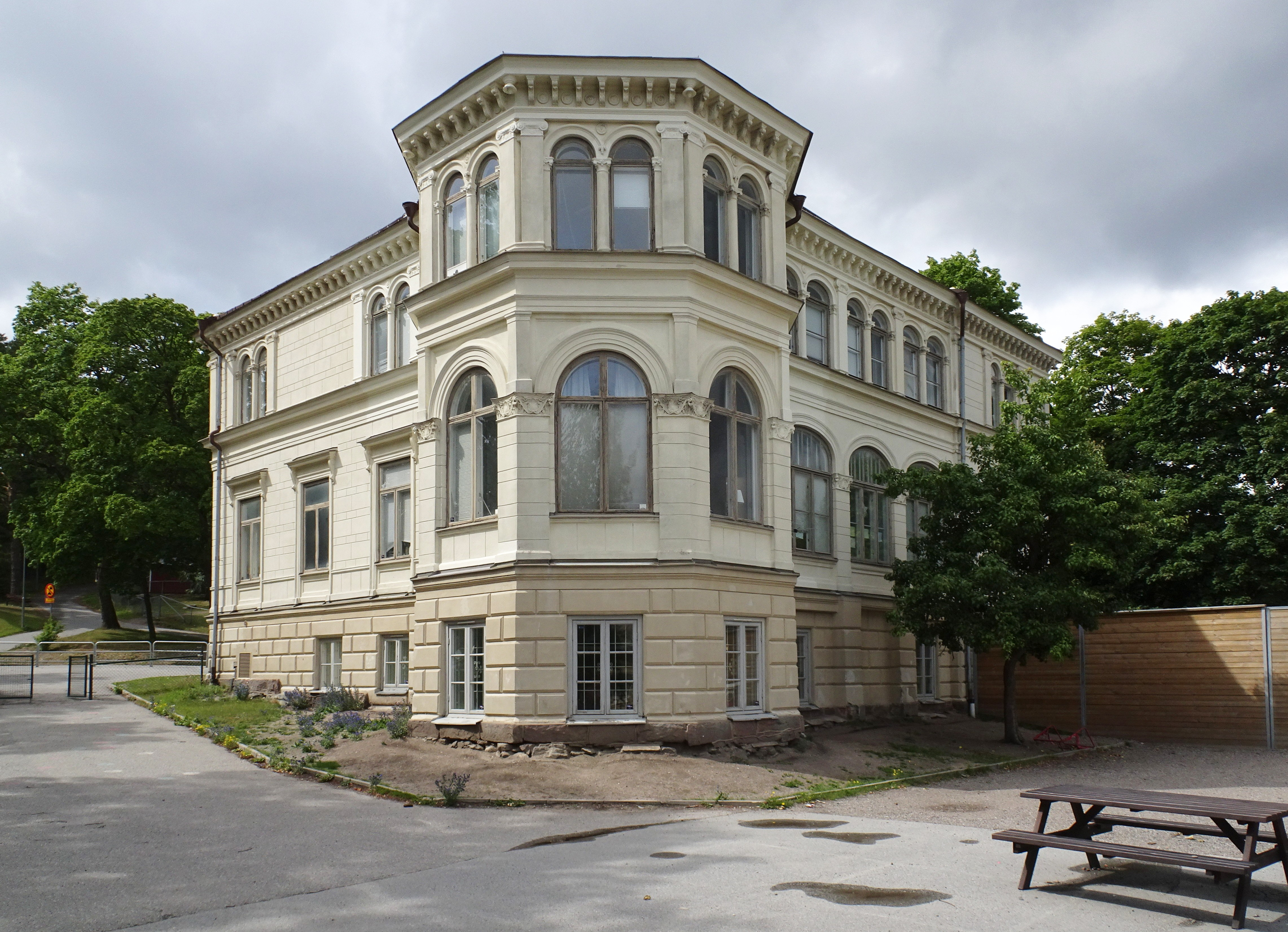
Villa Bellevue i Mariekälla

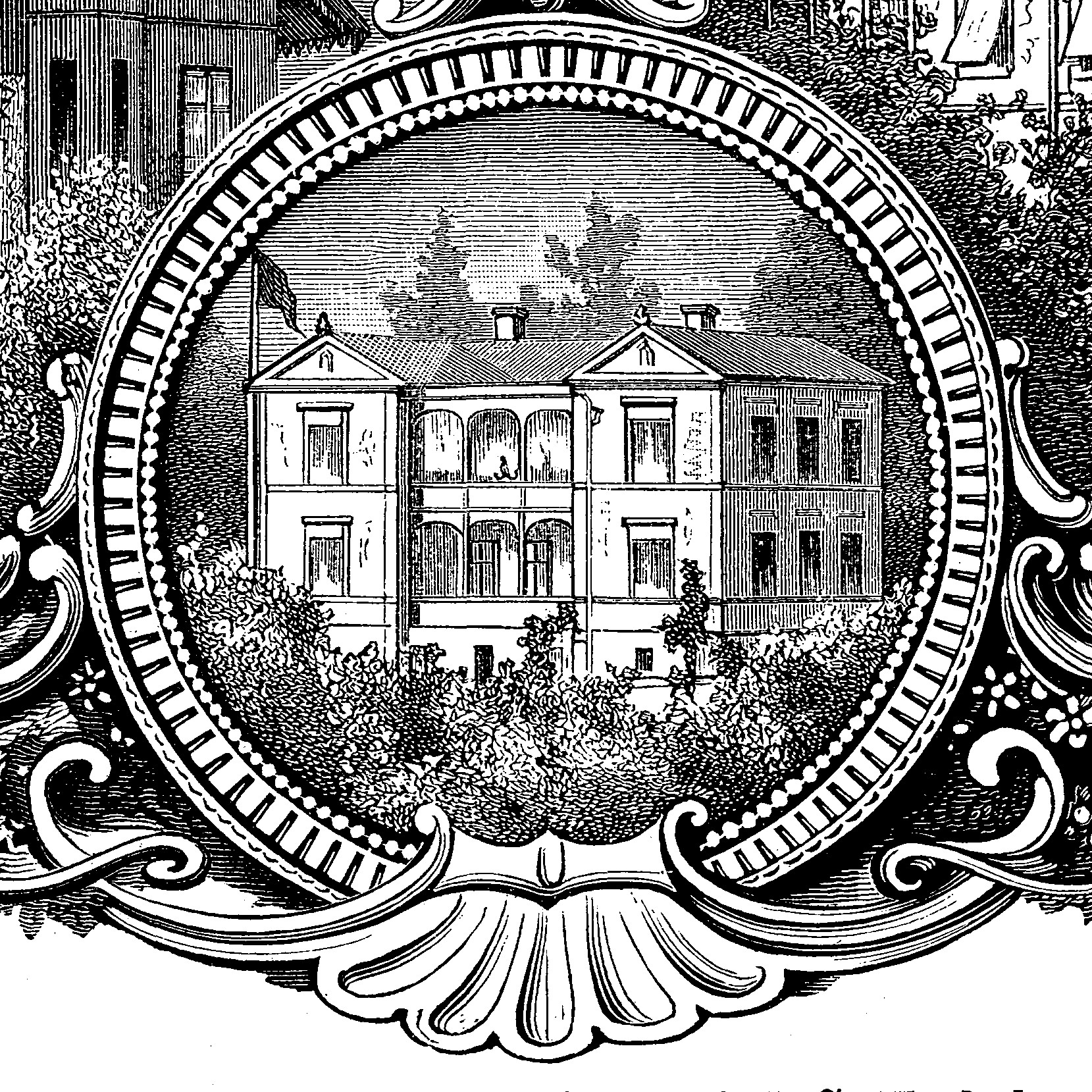
Villa Walhall illustrerad i Svenska Familj-Journalen 1881

Området har fått sitt namn efter Marekälla källa, belägen längs Mariekällgatan. Området planerades 1880. I slutet av 1800-talet blev Södertälje känt som badort med badanläggningar, park och hotell. Badortsverksamheten blomstrande och delar av Stockholmssocieteten tillbringade sommarsäsongen i Södertälje. Läget mellan Badparken, centralstationen, Storgatan, och järnvägsstationen Södertelge öfre gjorde att området planerades med flera påkostade badvillor.
Svenska Familj-Journalen beskriver anläggandet av Mariekälla i samband med deras artikelserie från Södertälje år 1881. När järnvägen till Södertälje planerades, och det bestämdes att huvudlinjen inte skulle dras igenom stadskärnan, lär en inflytelserik person ha sagt ”Staden får draga sig efter dit!”. Detta medförde bland annat att Mariekälla, som låg söder om den dåvarande Järnatullen, snabbt fick en detaljplan med framför allt villabebyggelse.
Området fick mer blandad bebyggelse efter Vabis etablering i staden under 1890-talet. Under 1940-talet uppfördes radhus på Fribovägen och Mariekällskolan anlades.

## Kvarvarande badvillor i urval
- Villa Bellevue
- Villa Walhall
- Villa Jakobsberg